# Dibamus bourreti
Dibamus bourreti — вид ящірок з родини дібамових. Вид зустрічається у лісах Південного Китаю та В'єтнаму. Тіло сягає 10 см завдовжки.